# Закан-Юрт
Закан-Юрт (чечен. Заки-Эвла) — село в Ачхой-Мартановском районе Чеченской Республики.
Административный центр Закан-Юртовского сельского поселения.

## География
Село расположено на левом берегу реки Сунжи, на южном склоне Сунженского хребта, напротив впадения реки Асса в Сунжу, в 18 км к северо-востоку от районного центра Ачхой-Мартан и в 23 км к юго-западу от города Грозный.
Ближайшие населённые пункты: Самашки на северо-западе, Алхан-Кала на востоке, Хамби-Ирзе на юго-востоке и Шаами-Юрт на юго-западе. На западе примыкает к Самашкинскому лесному массиву. На севере находится гора Ташхой-раг. Ранее располагавшееся вблизи Закан-Юрта село Албури-Юрт было принудительно расселено в 1850 году.

## История
В Закан-Юрте обнаружено огромное количество археологических находок 3-2 тыс. лет до н.э. На западной окраине обнаружено городище, которое исследовалось Т. М. Минаевой и Н. И. Штанько. Городище датируется IV-XII веками. Чуть западнее городища на берегу Сунжи у мыса выявлено так называемое Закан-Юртовское 2-е поселение датируемое средневековьем. Его обследовал в 1945 году Н. И. Штанько и обнаружил глубокие рвы (более 8 метра) которые окружают поселение и валом с внутренной стороны.
В феврале 1832 года селения Алхан-юрт, Гала-юрт, Закан-юрт, Казах-Кечу, Албару, Большой Кулар и Малый Кулар были уничтожены отрядом Вельяминова.
На месте разрушенного чеченского села основана станица в 1851 году, до этого в 1841 году здесь построили укрепление, первоначально здесь кроме двух рот пехоты других жителей не было.
Приказом № 01721, в 1920 году все казачье население станицы было выселено: мужчины в возрасте от 18 до 50 лет отправлены в концентрационные лагеря за пределы Кавказа, все остальное население выселено за Терек. Приказом ЦИК Горской республики от 25 апреля 1922 года станицу переименовали в аул Закан-Юрт. В 1929 году были созданы колхозы — «Красный Чеченец», — председателем был Ашханов Магомед. «Партизанский» — Дасуев Дауд.
С 1944 по 1958 года, в период выселения местного населения и ликвидации Чечено-Ингушской АССР, село носило название Пригородное.
В 1957 году чеченцы вернулись в родные дома.
Во время первой и второй чеченских войн село значительно пострадало. После конфликта село жителями полностью восстановлено и построено ряд предприятий.
Основное занятие жителей села это земледелие и скотоводство. Скотоводство- это традиционное занятие жителей села Закан-Юрт. Скот люди пасут на южных склонах Сунженского хребта. Также на склонах хребта заготавливают сено, косят и прессуют в большом количестве, которое хватает и продавать жителям соседних сел. Развито в селе овцеводство и коневодство. В последнее время в селе активно развивается растениеводство.

## Население
| 1990  | 2002  | 2010  | 2012  | 2013  | 2014  | 2015  |
| ----- | ----- | ----- | ----- | ----- | ----- | ----- |
| 5093  | ↘4928 | ↗5835 | ↗5985 | ↗6155 | ↗6246 | ↗6296 |
| 2016  | 2017  | 2018  | 2019  | 2020  | 2021  | 2023  |
| ↗6406 | ↗6492 | ↗6590 | ↗6713 | ↗6802 | ↘6506 | ↗6614 |
| 2024  |       |       |       |       |       |       |
| ↗6661 |       |       |       |       |       |       |

## Инфраструктура
- средняя общеобразовательная школа № 1[25].
- средняя общеобразовательная школа № 2[26].
- Детский сад[27].
- Госхоз «Закан-юрт»[28].